# Copa Libertadores de fútbol sala 2013
La Copa Libertadores de Futsal de 2013 fue la decimosegunda edición de la principal competición de clubes de futsal de Sudamérica, la décima bajo la CONMEBOL. La Zona Norte, también llamada Copa Merconorte, fue realizada en la ciudad de Hube Valido en Venezuela entre 27 de mayo y 2 de junio y la Zona Sur en la ciudad de Canelones, en Uruguay entre 7 de diciembre y 13 de diciembre. Entre 19 de diciembre y 20 de diciembre sería realizada a final entre el Águilas Doradas de Colombia y la ADC Intelli de Brasil, campeones de la Zona Norte y Zona Sur respectivamente, pero por motivos desconocidos el equipo colombiano no pudo viajar para la final en Orlândia. Fue solicitada un cambio en la fecha de la final, y ella fue remarcada para los días 26 y 27 de marzo de 2014. El equipo de la ADC Intelli  llegó a ser declarado campeón sudamericano de futsal por Walk Over hasta el cambio de la fecha de las finales.

## Formato
La competición fue dividida en dos zonas llamadas "Zona Norte" y "Zona Sur".

### Zona Norte
La Zona Norte fue compuesta de dos grupos de cuatro equipos cada uno, donde los dos primeros y los dos segundos colocados de cada grupo se clasificaron para las semifinales de la fase norte. El Talento Dorado, campeón de la Zona Norte, estaba clasificado para la fase final.

### Zona Sur
La Zona Sur fue compuesta de dos grupos de cinco equipos cada, donde los dos primeros y los dos segundos colocados de cada grupo se clasificaron para las semifinales de la fase sur. El campeón de la Zona Sur, estaba clasificado para la fase final.

### Fase Final
En la fase final se enfrentaron el campeón de la Zona Norte y el campeón de la Zona Sur, en dos juegos en la casa del campeón de la Zona Sur. Si alguna de los equipos no comparecer, será declarada campeona el equipo que haya confirmado su participación.

## Zona Norte

### Grupo A
| Equipos            | Pts | J | V | Y | D | GP | GC | SG |
| ------------------ | --- | - | - | - | - | -- | -- | -- |
| Primero de Mayo    | 7   | 3 | 2 | 1 | 0 | 9  | 6  | +3 |
| Trujillanos        | 5   | 3 | 1 | 2 | 0 | 9  | 8  | +1 |
| Deportivo Lyon     | 3   | 3 | 1 | 0 | 2 | 10 | 11 | -1 |
| Marítimo Margarita | 1   | 3 | 0 | 1 | 2 | 11 | 14 | -3 |

### Grupo B
| Equipos             | Pts | J | V | Y | D | GP | GC | SG |
| ------------------- | --- | - | - | - | - | -- | -- | -- |
| Bucaneros La Guaira | 7   | 3 | 2 | 1 | 0 | 8  | 5  | +3 |
| Águilas Doradas     | 7   | 3 | 2 | 1 | 0 | 5  | 2  | +3 |
| Estudiantes Guárico | 3   | 3 | 1 | 0 | 2 | 7  | 8  | -1 |
| Atlético Huila      | 0   | 3 | 0 | 0 | 3 | 6  | 11 | -5 |

### Play-Offs
|  | Semifinales                 | Semifinales                 | Semifinales                 |             |                 | Final                       | Final                       | Final                       |  |
|  | 31 de mayo de 2013 - Valera | 31 de mayo de 2013 - Valera | 31 de mayo de 2013 - Valera |             |                 | 1 de junio de 2013 - Valera | 1 de junio de 2013 - Valera | 1 de junio de 2013 - Valera |  |
|  |                             |                             |                             |             |                 |                             |                             |                             |  |
|  |                             |                             |                             |             |                 |                             |                             |                             |  |
|  | Primero de Mayo             | Primero de Mayo             | 2                           |             |                 |                             |                             |                             |  |
|  | Primero de Mayo             | Primero de Mayo             | 2                           |             |                 |                             |                             |                             |  |
|  | Águilas Doradas             | Águilas Doradas             | 4                           |             |                 |                             |                             |                             |  |
|  | Águilas Doradas             | Águilas Doradas             | 4                           |             | Águilas Doradas | Águilas Doradas             | 5(7)                        |                             |  |
|  |                             |                             |                             |             | Águilas Doradas | Águilas Doradas             | 5(7)                        |                             |  |
|  |                             |                             | Trujillanos                 | Trujillanos | 5(6)            |                             |                             |                             |  |
|  | Bucaneros La Guaira         | Bucaneros La Guaira         | Trujillanos                 | Trujillanos | 5(6)            | 1                           |                             |                             |  |
|  | Bucaneros La Guaira         | Bucaneros La Guaira         |                             |             |                 | 1                           |                             |                             |  |
|  | Trujillanos                 | Trujillanos                 | 5                           |             |                 | Tercer lugar                | Tercer lugar                | Tercer lugar                |  |
|  | Trujillanos                 | Trujillanos                 | 5                           |             |                 | Tercer lugar                | Tercer lugar                | Tercer lugar                |  |
|  |                             |                             |                             |             |                 |                             |                             |                             |  |
|  |                             |                             |                             |             |                 | Primero de Mayo             | Primero de Mayo             | 2                           |  |
|  |                             |                             |                             |             |                 | Primero de Mayo             | Primero de Mayo             | 2                           |  |
|  |                             |                             |                             |             |                 | Bucaneros La Guaira         | Bucaneros La Guaira         | 3                           |  |
|  |                             |                             |                             |             |                 | Bucaneros La Guaira         | Bucaneros La Guaira         | 3                           |  |
|  |                             |                             |                             |             |                 |                             |                             |                             |  |

### Premiación
| Campeón de la Zona Norte      |
| Bandera de Colombia           |
| ----------------------------- |
| Águilas Doradas (1.er título) |

## Zona Sur

### Grupo A
| Equipos       | Pts | J | V | Y | D | GP | GC | SG  |
| ------------- | --- | - | - | - | - | -- | -- | --- |
| ADC Intelli   | 10  | 4 | 3 | 1 | 0 | 27 | 12 | +15 |
| River Plate   | 6   | 4 | 1 | 3 | 0 | 16 | 15 | +1  |
| Peñarol       | 5   | 4 | 1 | 2 | 1 | 22 | 19 | +3  |
| Cerro Porteño | 5   | 4 | 1 | 2 | 1 | 20 | 19 | +1  |
| Palestino     | 0   | 4 | 0 | 0 | 4 | 9  | 29 | -20 |

### Grupo B
| Equipos             | Pts | J | V | Y | D | GP | GC | SG  |
| ------------------- | --- | - | - | - | - | -- | -- | --- |
| Minas               | 10  | 4 | 3 | 1 | 0 | 28 | 3  | +25 |
| Pablo Rojas         | 7   | 4 | 2 | 1 | 1 | 15 | 14 | +1  |
| Boca Juniors        | 6   | 4 | 1 | 3 | 0 | 11 | 10 | +1  |
| Deportes Concepción | 2   | 4 | 0 | 2 | 2 | 7  | 23 | -16 |
| Nacional            | 1   | 4 | 0 | 1 | 3 | 10 | 21 | -11 |

### Play-Offs
|  | Semifinales                         | Semifinales                         | Semifinales                         |       |             | Final                               | Final                               | Final                               |  |
|  | 12 de diciembre de 2013 - Canelones | 12 de diciembre de 2013 - Canelones | 12 de diciembre de 2013 - Canelones |       |             | 13 de diciembre de 2013 - Canelones | 13 de diciembre de 2013 - Canelones | 13 de diciembre de 2013 - Canelones |  |
|  |                                     |                                     |                                     |       |             |                                     |                                     |                                     |  |
|  |                                     |                                     |                                     |       |             |                                     |                                     |                                     |  |
|  | ADC Intelli                         | ADC Intelli                         | 4                                   |       |             |                                     |                                     |                                     |  |
|  | ADC Intelli                         | ADC Intelli                         | 4                                   |       |             |                                     |                                     |                                     |  |
|  | Pablo Rojas                         | Pablo Rojas                         | 1                                   |       |             |                                     |                                     |                                     |  |
|  | Pablo Rojas                         | Pablo Rojas                         | 1                                   |       | ADC Intelli | ADC Intelli                         | 4(6)                                |                                     |  |
|  |                                     |                                     |                                     |       | ADC Intelli | ADC Intelli                         | 4(6)                                |                                     |  |
|  |                                     |                                     | Minas                               | Minas | 4(5)        |                                     |                                     |                                     |  |
|  | Minas                               | Minas                               | Minas                               | Minas | 4(5)        | 3                                   |                                     |                                     |  |
|  | Minas                               | Minas                               |                                     |       |             | 3                                   |                                     |                                     |  |
|  | River Plate                         | River Plate                         | 2                                   |       |             | Tercer lugar                        | Tercer lugar                        | Tercer lugar                        |  |
|  | River Plate                         | River Plate                         | 2                                   |       |             | Tercer lugar                        | Tercer lugar                        | Tercer lugar                        |  |
|  |                                     |                                     |                                     |       |             |                                     |                                     |                                     |  |
|  |                                     |                                     |                                     |       |             | Pablo Rojas                         | Pablo Rojas                         | 3                                   |  |
|  |                                     |                                     |                                     |       |             | Pablo Rojas                         | Pablo Rojas                         | 3                                   |  |
|  |                                     |                                     |                                     |       |             | River Plate                         | River Plate                         | 7                                   |  |
|  |                                     |                                     |                                     |       |             | River Plate                         | River Plate                         | 7                                   |  |
|  |                                     |                                     |                                     |       |             |                                     |                                     |                                     |  |

### Premiación
| Campeón de la Zona Sur   |
| Bandera de Brasil        |
| ------------------------ |
| ADC Intelli (1.º título) |

## Fase final

### Ida
| 26 de marzo de 2014 | ADC Intelli                                                         | 7:2 | Águilas Doradas             | Gimnasio Maurício Leite de Moraes, Orlândia |  |
| 20:15 (UTC-3)       | Jackson 8' · Dieguinho 11', 13', 19', 20' · Ciço 15' · Cabreúva 17' |     | Flórez 18' · Barreneche 32' |                                             |  |

### Vuelta
| 27 de marzo de 2014 | Águilas Doradas | 1:4 | ADC Intelli                             | Gimnasio Maurício Leite de Moraes, Orlândia |  |
| 20:15 (UTC-3)       | Alzate 39'      |     | Junai 5', 14' · Caio 11' · Cabreúva 33' |                                             |  |

|                                 |
| Bandera de Brasil               |
| Campeón ADC Intelli 1.er título |